# Игуменка (приток Миасса)
Игу́менка — малая река на территории города Челябинска длиной 9 километров, правый приток реки Миасс, практически полностью заключена в коллектор. В открытом состоянии протекает от насыпи железной дороги до забора Первого хлебокомбината в районе домов 7а, 7Б и 5а по улице Труда. В районе домов 82 и 82а по улице Пермской пересечена пешеходным мостом.
Исток реки располагался в болотах, южнее Дорожной клинической больницы на улице Доватора, между улицами Блюхера и Сулимова. Впадает в Миасс в конце современной улицы Миасской около нового автомобильного моста через реку[уточнить]. Протекает в своём течении через Ленинский район в районе автодороги «Меридиан», что отразилось в названии небольшой улицы Игуменка, расположенной здесь и сохранившейся до наших дней. Также река протекает через Центральный и Тракторозаводский районы. Высота устья — 208 м над уровнем моря. Высота истока — 255 м над уровнем моря.
Коллектор реки используется и для ливневой канализации города и для сброса промышленных стоков, так что речные воды в нём составляют меньшую часть. Притоком Игуменки в районе Центрального рынка является ещё более малая речка Чернушка, которая так же заключена в подземный коллектор. На старых картах[каких?] также встречается название речки Осиновка. Другие встречавшиеся названия — Ручей и Грязнуха.
В реку происходит сброс канализационных бытовых стоков, в том числе путём несанкционированных врезок в коллектор, по которому течёт река под землёй.